# Otomi de San Jerónimo Acazulco
L’otomi de San Jerónimo Acazulco, aussi appelé otomi d’Acazulco ou otomi d’Ocoyoacac, est une langue otomie parlée à San Jerónimo Acazulco à Ocoyoacac dans l’État de Mexico.

## Écriture
| a | ä | a̱ | b | ch | d | e | ë | e̱ | f | g | h | ‘ | i | ï | j | k |
| l | m | n | ñ | o  | ö | o̱ | p | r | s | t | u | ü | u̱ | x | y | z |

Les tons sont indiqués à l’aide de signes diacritiques :
- le ton bas sans diacritique ;
- le ton haut avec l’accent aigu ;
- le ton montant avec la caron.